# Oresjön, Hälsingland
Oresjön är en sjö i Ljusdals kommun i sydöstra Härjedalen och ingår i Dalälvens huvudavrinningsområde. Sjön är 8 meter djup, har en yta på 0,251 kvadratkilometer och befinner sig 552,4 meter över havet. Oresjön ligger i Stora Korpimäki Natura 2000-område. Sjön avvattnas av vattendraget Orsälven (Oreälven).

## Delavrinningsområde
Oresjön ingår i det delavrinningsområde (683985-143047) som SMHI kallar för Utloppet av Oresjön. Medelhöjden är 582 meter över havet och ytan är 4,99 kvadratkilometer. Det finns inga avrinningsområden uppströms utan avrinningsområdet är högsta punkten. Orsälven (Oreälven) som avvattnar avrinningsområdet har biflödesordning 2, vilket innebär att vattnet flödar genom totalt 2 vattendrag innan det når havet efter 454 kilometer. Avrinningsområdet består mestadels av skog (93 procent). Avrinningsområdet har 0,37 kvadratkilometer vattenytor vilket ger det en sjöprocent på 3,8 procent.